# Visherifera
Visherifera – wymarły rodzaj owadów z rzędu Protorthoptera i rodziny Sheimiidae. W zapisie kopalnym znany z permu, z terenu Rosji.
Owady te były niewielkie, o długości przedniego skrzydła 10,2–11 mm. Hipognatyczna głowa była zwężona z przodu, wyposażona w małe oczy, przyoczka i nitkowate czułki. Paranotalia tworzyły wokół zaokrąglone przedplecza pełny pierścień. Śródplecze było tak szerokie jak długie, a zaplecze wydłużone. Odnóża miały przednie uda najkrótsze, a tylne uda najdłuższe. Użyłkowanie przednich skrzydeł cechował sektor radialny o części rozdwojonej nie krótszej niż jego nierozdwojony pień.
Rodzaj i gatunek typowy opisane zostały w 2002 roku przez Nowokszonowa, Iwanowa i Aristowa. Nadana nazwa rodzajowa pochodzi od rzeki Wiszery. Autorzy umieścili nowy rodzaj w monotypowej rodzinie Visheriferidae w obrębie świerszczokaraczanów. Kolejny gatunek opisał w 2004 roku Aristow. W 2008 Aristow i Rasnicyn umieścili rodzaj Visherifera w podrodzinie Sheimiinae, w obrębie rodziny Permembiidae, zaliczanej do Miomoptera. Dimitrij Szczerbakow w 2015 roku wyniósł Sheimiinae do rangi osobnej rodziny i umieścił ją w rzędzie Protorthoptera.
Do rodzaju tego zalicza się dwa gatunki:
- Visherifera camura Novokshonov, Ivanov et Aristov, 2002 – jego skamieniałość odnaleziono w piętrze ufimu, na prawym brzegu Wiszery, na terenie Kraju Permskiego. Owad ten miał przednie skrzydła długości 10,2 mm. W ich użyłkowaniu odznaczały się sektor radialny o części rozdwojonej tak długiej, jak jego nierozdwojony pień oraz przednia żyłka medialna z częścią rozwidloną nieco dłuższą od jej pnia[1].
- Visherifera sylvaensis Aristov, 2004 – jego skamieniałość odnaleziono w piętrze kunguru, w Czekardzie na terenie Kraju Permskiego w Rosji. Jego nazwa pochodzi od pobliskiej rzeki Syłwy. Miał skrzydła przednie o długości 11 mm, tylne o długości 9 mm, a długość ciała wynosiła u niego 11,5 mm. W użyłkowaniu przednich skrzydeł zaznaczały się sektor radialny o części rozdwojonej dłuższej od jego nierozdwojonego pnia oraz nierozwidlona przednia żyłka medialna[2].